# ريني كوكوا
ريني كوكوا (باليابانية: 雨色ココア، بالروماجي: Ameiro Cocoa) هي سلسلة مانغا يابانية نشرت منذ مايو عام 2013. أنتجت إلى مسلسل أنمي تلفزيون من قبل استوديو إي إم تي سكويريد، عرض الأنمي في 5 أبريل عام 2015 واستمر عرضه 21 يونيو عام2015 وتكون من 12 حلقة.

## القصة
تدور أحداث القصة آوي توكورا هو طالب جامعي يعمل بدوام جزئي في مقهى "ريني كلور"، الذي يديره شين كوغا ويملكه كوجي آمامي، تصبح حياة آوي مليئة بالمرح والفوضى بالوقت.

## الشخصيات
آوي توكورا (باليابانية: 都倉碧، بالروماجي: Tokura Aoi)
أداء صوتي: هيرو شيمونو
كيتشي إيواسي (باليابانية: 岩瀬啓一، بالروماجي: Iwase Keiichi)
أداء صوتي: هيكارو ميدوريكاوا
شيون كوغا (باليابانية: 古賀シオン، بالروماجي: Koga Shion)
أداء صوتي: دايسكي هيراكاوا
كوجي أمامي (باليابانية: 天見浩司، بالروماجي: Amami Kōji)
أداء صوتي: ريو هوريكاوا
ريوتا ساكوراغي (باليابانية: 桜木涼太، بالروماجي: Sakuragi Ryōta)
أداء صوتي: مامورو ميانو
راين (باليابانية: レイン، بالروماجي: Rein)
أداء صوتي: يوكو أوكوي
نويل كوغا (باليابانية: 古賀ノエル، بالروماجي: Koga Noeru)
أداء صوتي: كازوتومي ياماموتو
نيكولا كوغا (باليابانية: 古賀ニコラ، بالروماجي: Koga Nikora)
أداء صوتي: يوشيتاكا يامايا
هاروكا توريغوي (باليابانية: 鳥越陽佳، بالروماجي: Torigoe Yōka)
أداء صوتي: شونيا ماروي
جون أريساوا (باليابانية: 有沢純، بالروماجي: Arisawa Jun)
أداء صوتي: شوما ياماموتو [الإنجليزية]

## وصلات خارجية
- الموقع الرسمي باللغة اليابانية
- موقع الأنمي الرسمي باللغة اليابانية
- ريني كوكوا على موقع ANN anime (الإنجليزية)